# Contea di Red Lake
La contea di Red Lake in inglese Red Lake County è una contea dello Stato del Minnesota, negli Stati Uniti. La popolazione al censimento del 2000 era di 4 299 abitanti. Il capoluogo di contea è Red Lake Falls